# All Star Game maschile di pallavolo 2011
L'All Star Game maschile di pallavolo 2011 fu la 20ª edizione della manifestazione organizzata dalla FIPAV.

## Regolamento
Alla manifestazione presero parte due squadre, la Nazionale Italiana e una squadra creata apposta per l'evento, gli All Stars.
Queste due squadre sono composte, in questa edizione, dai giocatori stranieri e italiani presenti nel campionato italiano 2010-2011.
Venne disputata una partita unica. La gara si svolse il 11 novembre al Palazzetto dello Sport (Monza) di Monza, sede della manifestazione.
Fu nominato MVP della manifestazione l'opposto bulgaro Cvetan Sokolov.